# Palazzo di ingresso alla Fiera Cavalli
Il palazzo di ingresso alla Fiera Cavalli è un complesso composto da due edifici situato al margine del centro storico di Verona, più precisamente nel quartiere Cittadella.

## Storia
La crescita della Fiera Cavalli rese necessario un nuovo ingresso più dignitoso e rappresentativo. Nel 1914 l'Amministrazione comunale, guidata dal sindaco Eugenio Gallizioli, commissionò così il progetto all'ufficio tecnico del Comune, guidato dall'ingegner Alfonso Modonesi, il cui progetto fu approvato nella seduta del 21 dicembre dello stesso anno ma che, nonostante ciò, rimase sulla carta per oltre dieci anni.
Nel 1926 l'Amministrazione fascista decise di riproporre il medesimo progetto, che fu approvato dal Consiglio a maggio e immediatamente avviato. I lavori furono divisi in due lotti: il primo, da terminare entro marzo 1927, prevedeva la costruzione del fabbricato di sinistra con la cancellata centrale; il secondo, invece, prevedeva la costruzione del corpo di destra.
Il primo lotto fu appaltato alla Società Edilizia Padovana e i lavori iniziarono nel novembre 1926. Nonostante la celerità dell'impresa, non fu comunque possibile completare il fabbricato per la fiera del marzo 1927: le opere si conclusero, infatti, solo a novembre. Il 28 novembre 1927 venne infine appaltata all'impresa Bertucco Giuseppe la costruzione del corpo di destra, i cui lavori si conclusero il 9 agosto 1928.
Durante la seconda guerra mondiale i bombardamenti alleati causarono molti danni alle strutture della fiera, che fu definitivamente trasferita nella nuova Zona Agricolo-Industriale (ZAI) a sud della città.

## Descrizione

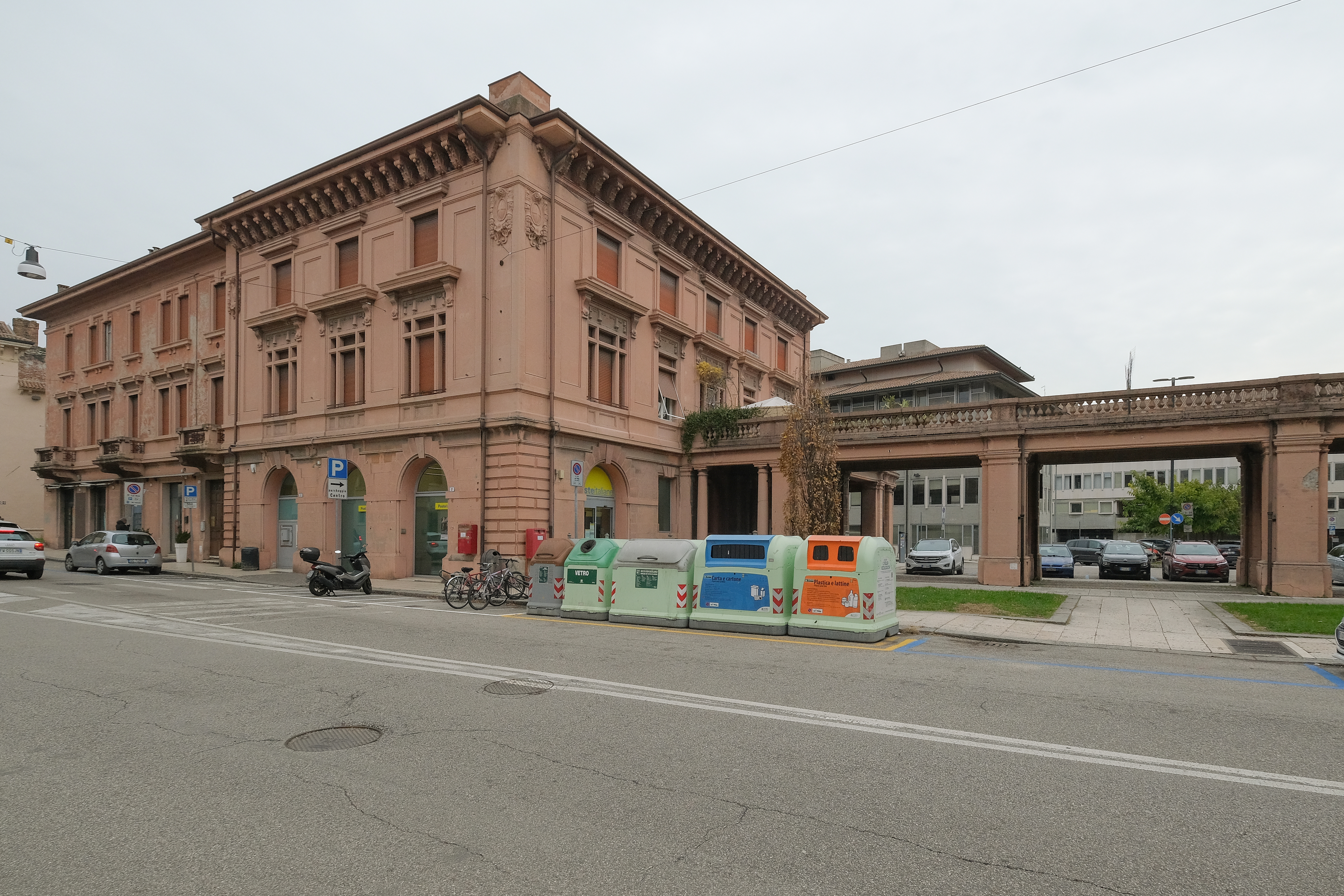
L'edificio di sinistra, a cui è collegata un'ala secondaria

Il progetto ha previsto la realizzazione di due corpi di fabbrica simmetrici, di cui quello di destra isolato mentre quello di sinistra connesso ad un'ala di importanza minore. Al centro tra i due si trova quello che era l'ampio portale d'ingresso alla fiera, suddiviso in due ingressi pedonali coperti, adiacenti ai fabbricati e che consentivano pertanto anche l'ingresso agli stessi, e tre ingressi centrali carrabili.
L'edificio di sinistra ospitava al piano terra i servizi della fiera, l'ufficio cambi, un caffè, un ristorante e alcuni negozi, mentre quello di destra ospitava la direzione e gli uffici della fiera. Ai piani superiori si trovavano invece appartamenti in affitto.